# Luis Oyarzún Rebolledo
Luis Esteban Oyarzún Rebolledo (San Miguel, Región Metropolitana de Santiago, Chile, 24 de abril de 1982) es un exfutbolista chileno. Jugaba de defensa central y su último equipo fue Palestino. 
Actualmente juega en la Liga Senior de Puente Colmo por el Club Deportivo Alemán de Valparaíso.(www.dtsv.cl).

## Carrera
Realizó sus estudios básicos en el Colegio Santo Cura de Ars y la enseñanza media en el Liceo José Victorino Lastarria.
Comenzó su carrera en Palestino, cuadro donde encajó buenas presentaciones que le valieron ser comprado por Santiago Wanderers a mediados de la temporada 2003. Transferido a O'Higgins de Rancagua en 2007, y a mediados de ese año a Coquimbo Unido.

## Selección nacional
En 1998, aparece en la selección sub-17, para saltar el 2001 a la sub-20 que disputó el Mundial de Argentina. Oyarzún también formó parte del seleccionado sub-23 que actuó en el Preolímpico de Chile 2004 cuya preparación tuvo lugar en 2003.

## Estadísticas
| Club               | País  | Año       | Partidos | Goles |
| ------------------ | ----- | --------- | -------- | ----- |
| Palestino          | Chile | 2001-2003 | 54       | 1     |
| Santiago Wanderers | Chile | 2003-2006 | 107      | 2     |
| O'Higgins          | Chile | 2007      | 7        | 0     |
| Coquimbo Unido     | Chile | 2007      | 10       | 0     |
| Deportes Melipilla | Chile | 2008      | 25       | 0     |
| Palestino          | Chile | 2009-2011 | 43       | 0     |
| Rangers            | Chile | 2012      | 0        | 0     |

- Datos: Q6700969